# Ursula Hafner (Politikerin)

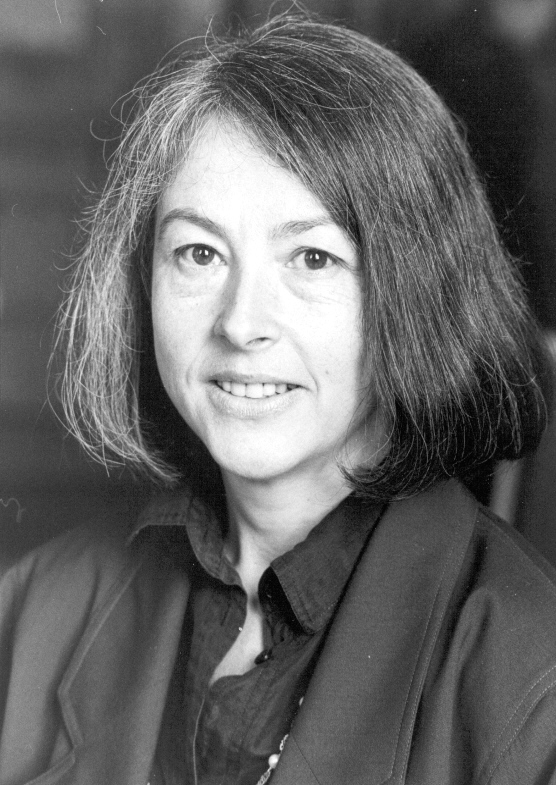
Ursula Hafner (1992)

Ursula Hafner (geboren am 10. Juni 1943 in Merishausen; heimatberechtigt in Merishausen) ist eine Schweizer Politikerin (SP). Sie war von 1987 bis 1999 Nationalrätin für den Kanton Schaffhausen.

## Leben

### Herkunft, Ausbildung und Beruf
Ursula Hafner wuchs in Neunkirch auf. Ihr Vater war Reallehrer. Sie besuchte die Kantonsschule Schaffhausen. Danach studierte sie in Zürich und Caen Latein und Französisch. Sie absolvierte ein Studienjahr in Aberdeen und promovierte danach. Beruflich war Hafner als Französischlehrerin an der Kantonsschule Schaffhausen tätig.

### Politische Tätigkeit
Hafner war von 1981 bis 1990 Mitglied des Kantonsrats des Kantons Schaffhausen. 1987 wurde sie in den Nationalrat gewählt. Von 1990 bis 1994 präsidierte sie zudem die Eidgenössische Kommission für Jugendfragen.
Von 1995 bis 1999 war sie Fraktionschefin der SP in der Bundesversammlung.
1999 kandidierte sie nicht mehr für den Nationalrat. Stattdessen trat sie in der Ständeratswahl an, erreichte aber hinter Peter Briner und Rico Wenger nur den dritten Platz.